# Vivi Kreutzberger
Vivian Nina Kreutzberger Muchnick (Santiago du Chili, 28 août 1965), est une animatrice de télévision chilienne.

## Télévision
- 1999/2007 - Sábado Gigante (Canal 13) : Coanimatrice
- 2003/2009 - Gigantes con Vivi (Canal 13) : Animatrice
- 2007 - Festival de Vivi del Mar (Canal 13) : Animatrice
- 2007 - Cantando por un sueño (Canal 13) : Animatrice
- 2009 - Viva la Mañana (Canal 13) : Animatrice remplacement
- 2010 - Identity (Mega) : Animatrice
- 2010/2011 - Gigantes con Vivi (Mega) : Animatrice
- 2012 - ¿Quién quiere casarse con mi hijo? (Mega) : Animatrice